# Rubus mus
Rubus mus är en rosväxtart som beskrevs av A. von de Beek. Rubus mus ingår i släktet rubusar, och familjen rosväxter. Inga underarter finns listade i Catalogue of Life.